# Alexander von Liezen-Mayer

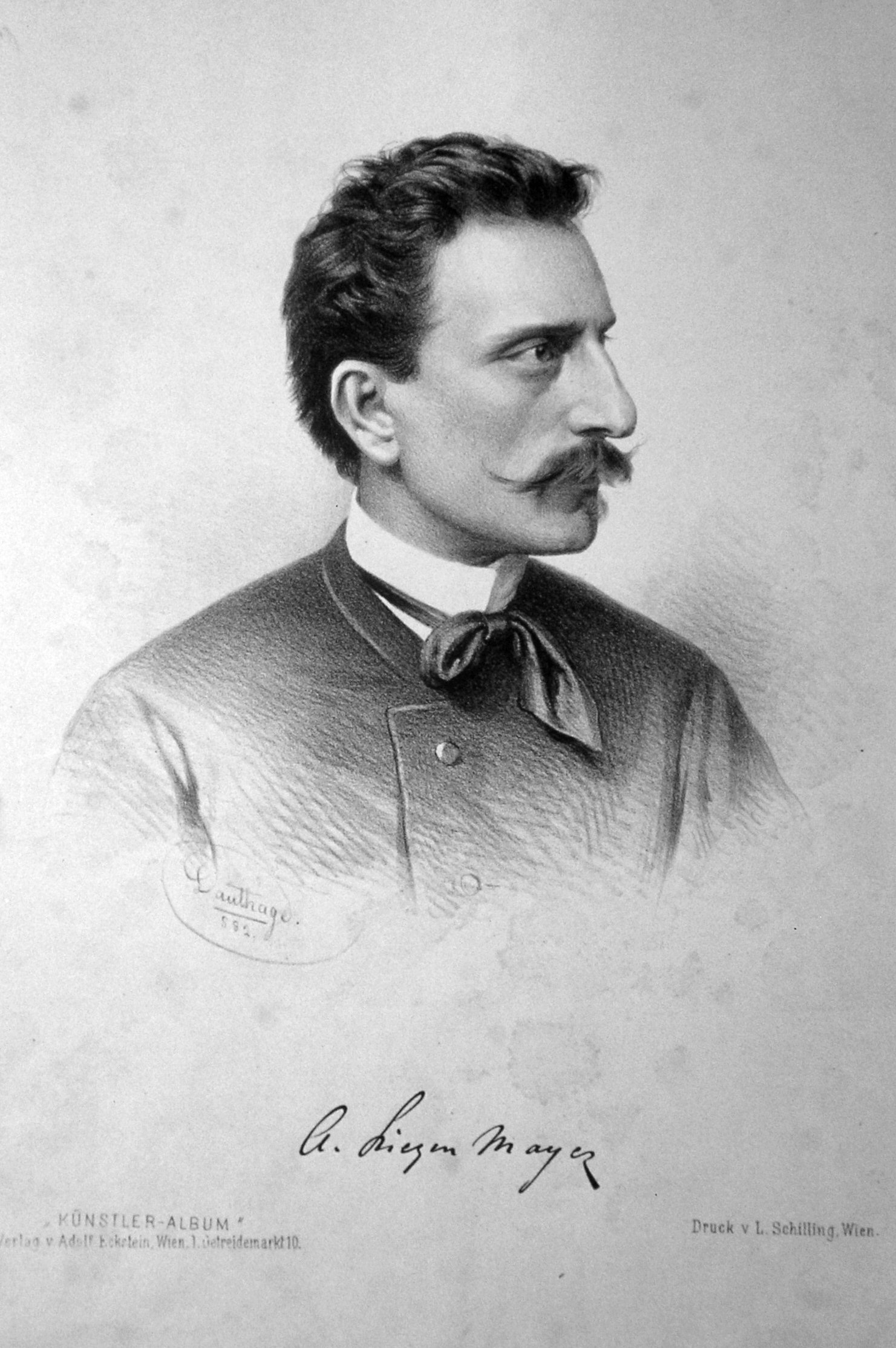
Alexander Liezen-Mayer, Lithographie von Adolf Dauthage, 1882

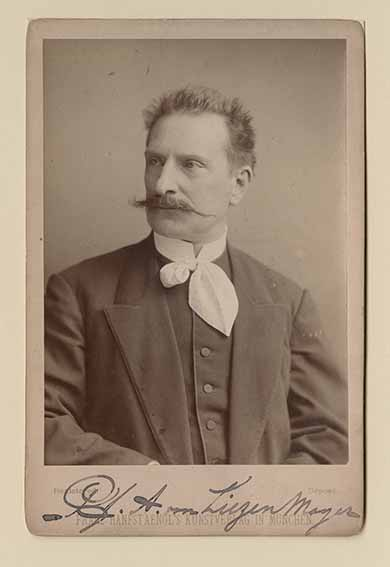
Alexander von Liezen-Mayer

Alexander von Liezen-Mayer (auch ungarisch Liezen-Mayer Sándor; * 24. Januar 1839 in Raab; † 19. Februar 1898 in München) war ein ungarischer Maler aus Österreich-Ungarn.

## Leben
Liezen-Mayer begann zunächst als Zimmer- und Dekorationsmaler, als ein Onkel sein Talent bemerkte und ihn 1855 nach Wien auf die Akademie der bildenden Künste schickte. Hier wurde er von Karl von Blaas und Johann Nepomuk Peter Geiger unterrichtet und an die historische Malerei herangeführt. Er besuchte anschließend die Münchener Akademie und zeichnete dort nach der Antike bei Johann Georg Hiltensperger. Er war ein Schüler der Malschule von Hermann Anschütz und war seit 1862 im Atelier von Carl Theodor von Piloty tätig. 1867 verließ er die Akademie, um sich als Bildnismaler zu betätigen. Sein erstes großes Historiengemälde zeigte Königin Maria von Ungarn mit ihrer Mutter Elisabeth am Grabe Ludwig des Großen 1385. 1870 begab er sich nach Wien, wo er Kaiser Franz Joseph I. und mehrere Angehörige der Aristokratie porträtierte. 1872 kam er zurück nach München. Im Oktober 1880 folgte er einem Ruf als Direktor der Kunstschule Stuttgart, kehrte aber 1883 nach München zurück, wo er bis zu seinem Tod als Professor der Geschichtsmalerei an der Kunstakademie tätig war.
Zu seinen Schülern in Stuttgart und München zählten Gebhard Fugel, Michael Zeno Diemer, Otto Greiner, Fritz Kunz und Max Bernuth.

## Werke
Als Motive für seine Werke wählte er Themen aus der Geschichte seines Vaterlandes, insbesondere spielten edle und schöne Frauengestalten dabei eine tragende Rolle. Porträts fertigte er unter anderem von seiner Mutter, von seinem Freund, dem Maler Alexander von Wagner, oder 1886 von Kardinal János Simor, Erzbischof von Esztergom. Er malte 1872 Imogen und Jachimo nach Shakespeares Cymbeline, Szenen aus Goethes Faust und 1873 die Unterzeichnung des Todesurteils der Maria Stuart durch Elisabeth. Es folgten drei Kartons zu Joseph Victor von Scheffels Ekkehard, 50 Kartons zu Goethes Faust und 32 Illustrationen zu Friedrich Schillers Lied von der Glocke, die durch Holzschnitte in Prachtausgaben des Kunstverlags Theodor Stroefer eine weite Verbreitung erhielten.

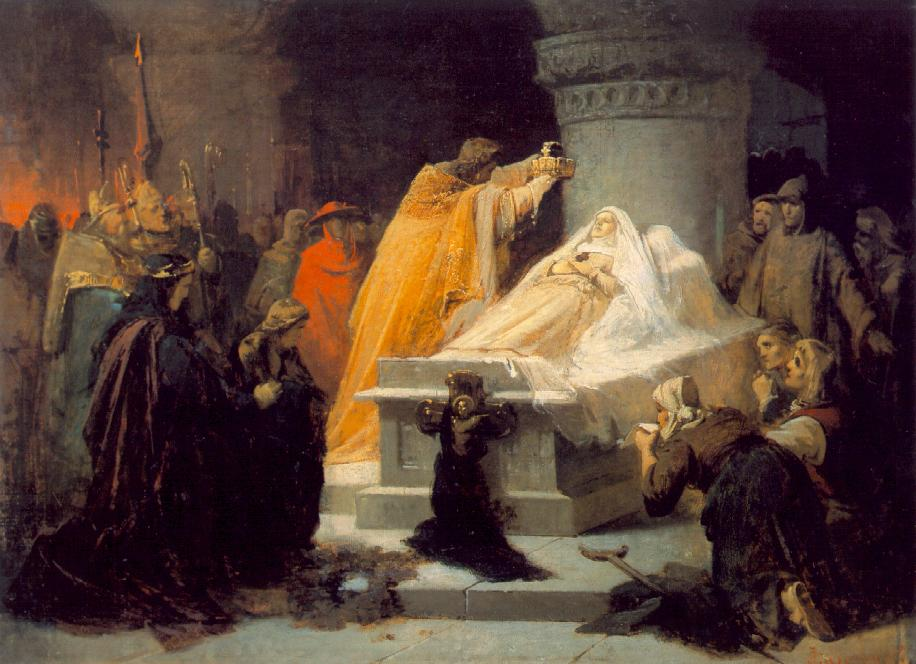
Heiligsprechung der Elisabeth von Ungarn im Jahre 1235

Für das Gemälde Heiligsprechung der Landgräfin Elisabeth von Thüringen erhielt er 1865 den ersten Preis in einer akademischen Skizzenkonkurrenz. Gemeinsam mit Alexander von Wagner hatte er für den Speisesaal eines russischen Fürsten eine Bildtafel angefertigt, die die Heimkehr von der Jagd darstellte. Viel Beifall erhielt er für das Bild Maria Theresia im Garten zu Schönbrunn, das die Königin zeigt, wie sie das Kind einer armen kranken Frau an ihre Brust legt und stillt.

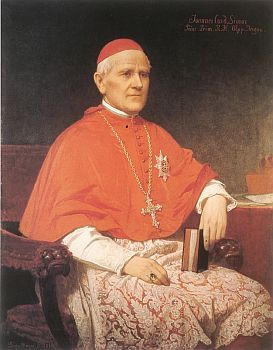
Bischof János Simor
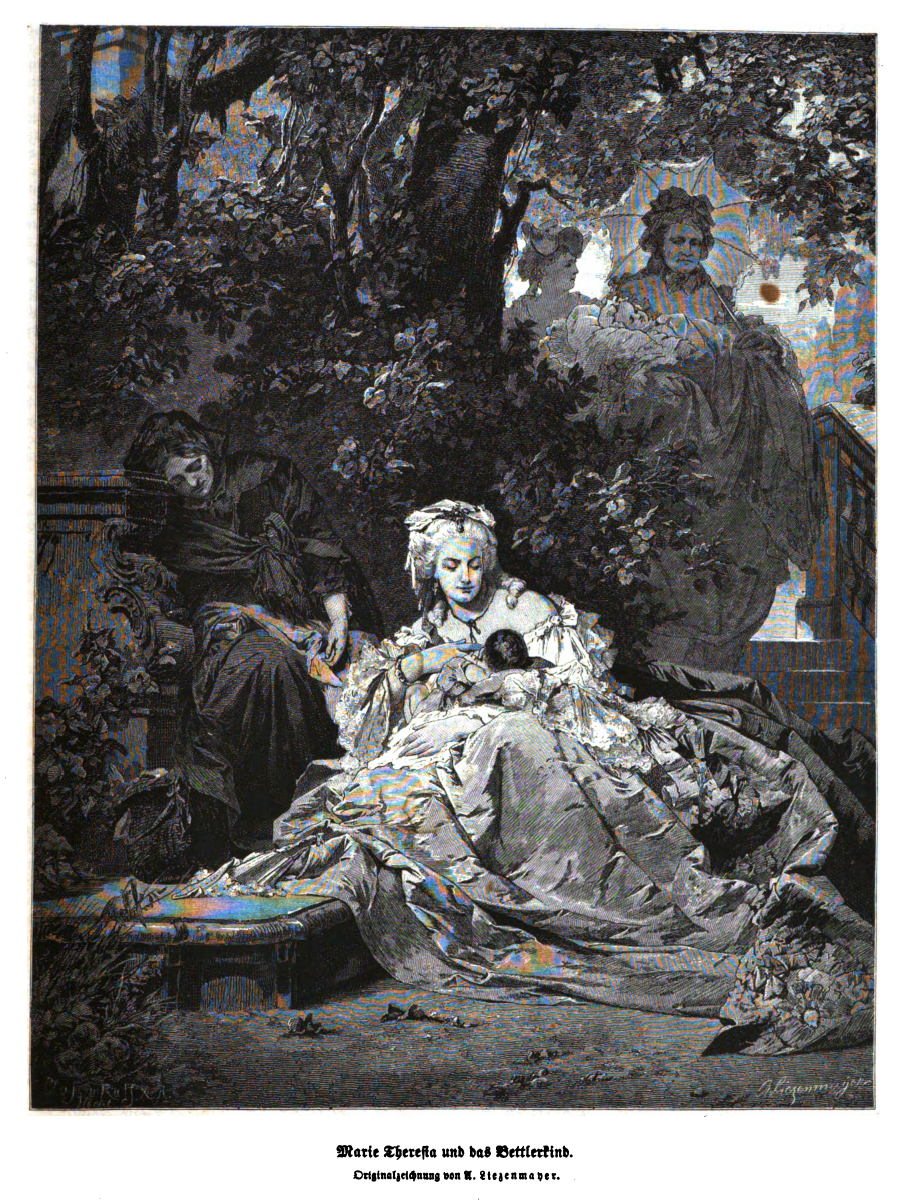
Maria Theresia und das Bettlerkind
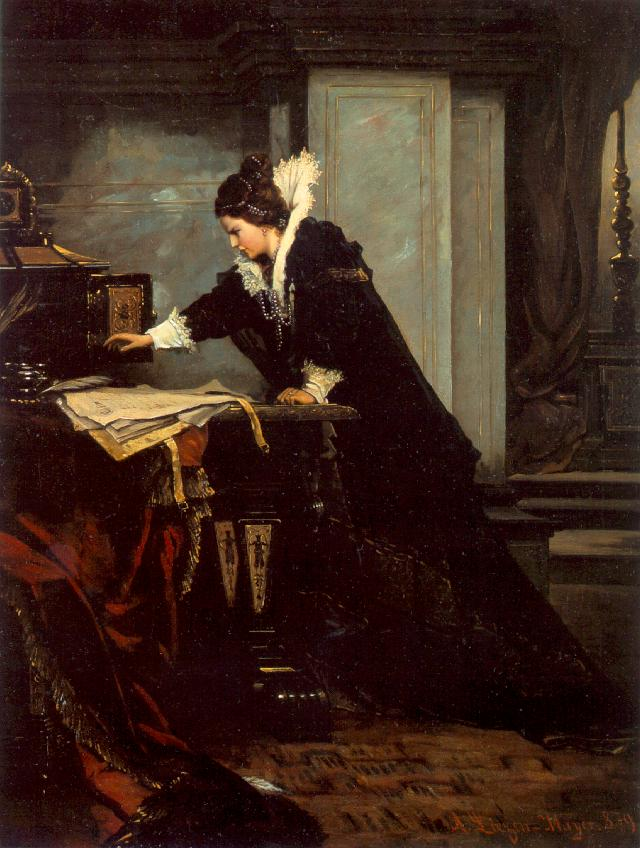
Unterzeichnung des Todesurteils der Maria Stuart durch Elisabeth